# Vincenza Gerosa

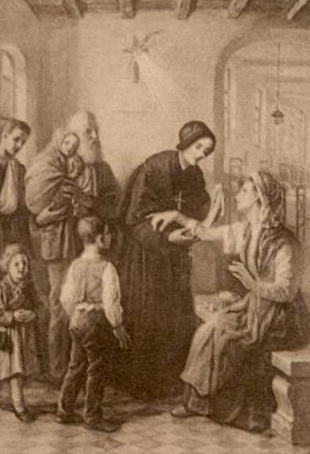
Die hl. Sr. Vincenza Gerosa

Vincenza Gerosa, gebürtig Caterina Gerosa, (* 29. Oktober 1784 in Lovere, Italien; † 28. Juni 1847 in Lovere) gründete gemeinsam mit Bartholomäa Maria Capitanio die Ordensgemeinschaft der Suore di Carità delle Sante Bartolomea Capitanio e Vincenza Gerosa (Suore di Carità auch Suore di Maria Bambina). Vincenza Gerosa wurde die zweite Oberin der Gemeinschaft. In der römisch-katholischen Kirche wird sie als Heilige verehrt.

## Leben

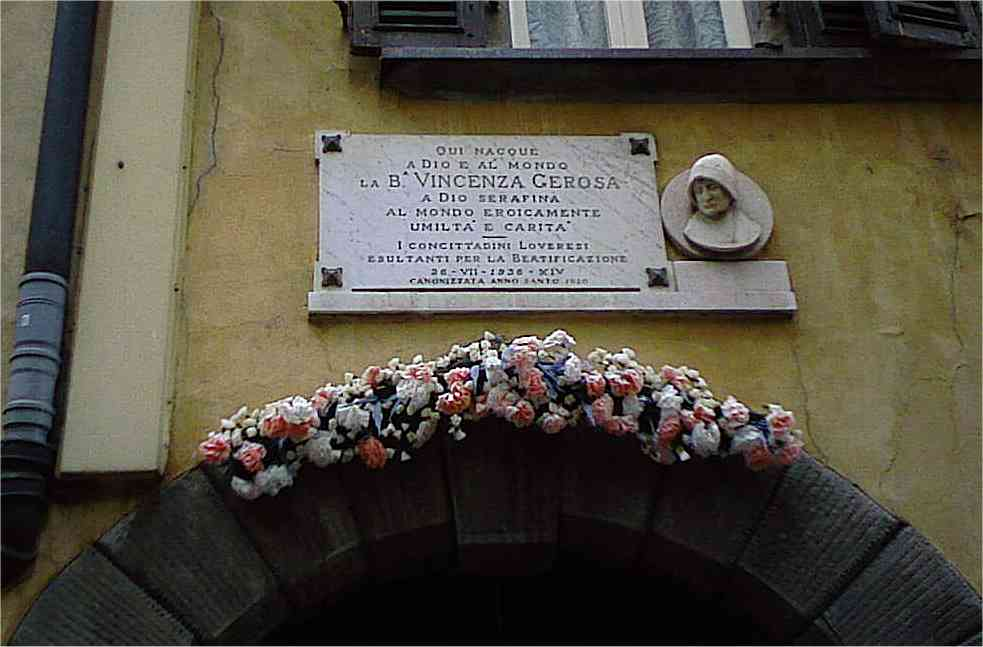
Gedenktafel am Geburtshaus Vincenza Gerosas in Lovere

Vincenza Gerosa wurde am 29. Oktober 1784 als Caterina Gerosa im oberitalienischen Lovere geboren. Ihre Eltern starben früh. Catarina engagierte sich bereits früh in der Pflege Kranker und der Armenfürsorge. Nach dem Tod ihres Onkels erbte Caterina ein Haus mit Grundstück, das sie mit Hilfe ihrer Freundin Bartholomäa Capitanio zu einem Hospital umbaute. Es wurde am 1. November 1826 unter Leitung von Capitanio eröffnet. Bereits nach kurzer Zeit fehlte es an Pflegepersonal um die Kranken zu versorgen. Diesem Umstand begegneten die beiden Frauen durch die Gründung einer Kongregation, der Suore di Carità („Schwestern der Nächstenliebe“). Am 21. November 1832 legten die beiden Frauen ihre Ordensgelübde ab, und Caterina nahm den Ordensnamen Vincenza an. Bartholomäa Capitanio wurde die erste Äbtissin der Ordensgemeinschaft, deren Schwerpunkt die Krankenpflege und die Erziehung armer Mädchen bildete. Nach dem Tode Bartholomäa Capitanios am 26. Juli 1833 übernahm Sr. Vincenza die Leitung der Klostergemeinschaft. Die päpstliche Anerkennung des Ordens erfolgte 1841.
Sr. Vincenza Gerosa starb am 28. Juni 1847, zu diesem Zeitpunkt hatte die Kongregation bereits 24 Niederlassungen. Sie wuchs stark; hundert Jahre nach ihrer Entstehung trug sie mehr als 1150 karitative Hilfswerke in Amerika, Indien und Transjordanien. Sr. Vinzenca Gerosa wurde am 7. Mai 1933 selig- und am 18. Mai 1950 von Pius XII. heiliggesprochen. Ihr Gedenktag in der Liturgie ist der 28. Juni.